# هتل گراند (اسلو)
هتل گراند (انگلیسی: Grand Hotel)، در پایتخت نروژ، اسلو در خیابان کارل یوهان، شماره ۳۱ واقع شده‌است. این هتل در سال ۱۸۷۴ میلادی تأسیس؛ و در سال ۱۸۹۷م، به یک شرکت سهامی تبدیل شد. در حال حاضر، خدمات هتل گراند، تحت مدیریت شرکت اسکاندیک، اداره می‌شود.

## پیشینه
بخش اصلی ساختمان فعلی هتل گراند، بین سالهای ۱۹۱۱ تا ۱۹۱۳ میلادی توسط معمار نروژی، اوله اسوره، طراحی شده و تا به حال، چندین بار، از جمله در سال ۱۹۷۵م، گسترش یافته‌است.

هتل گراند، دارای حدود ۵۰۰ تخت در ۲۳۸ اتاق و ۵۱ سوئیت، است. این هتل همچنین دارای چند رستوران و قهوه‌خانه است. از جمله قهوه‌خانه معروف گراند که در اواخر قرن ۱۹ میلادی، پاتوق هنرمندان سرشناسی مانند هنریک ایبسن و ادوارد مونک، بوده‌است. قهوه‌خانه گراند، در پاییز سال ۲۰۱۵م، مدتی بسته بود؛ اما یک سال بعد با آرایش جدیدی گشوده شد.

هتل گراند تا اواسط دهه ۱۹۹۰م، در بورس اوراق بهادار ثبت شده بود. سپس توسط یک شرکت املاک، تحت ریاست: «کریستیان رینگنس» خریداری شد و تحت مدیریت «هتل‌های ریکا» قرار گرفت. در سال ۲۰۱۴م، «هتل‌های ریکا» توسط شرکت اسکاندیک، خریداری شد. 